# Shahrestān-e Qūchān
Shahrestān-e Qūchān (persiska: شهرستان قوچان, قوچان) är en delprovins (shahrestan) i Iran.   Den ligger i provinsen Razavikhorasan, i den nordöstra delen av landet, 700 km öster om huvudstaden Teheran.
Delprovinsen hade 174 495 invånare 2016.